# Burg Czorsztyn
Die Burg Czorsztyn (deutsch Burg Czornsteyn oder auch Burg Zornstein) ist eine Festungsanlage in der Nähe von Czorsztyn in der Woiwodschaft Kleinpolen.

## Geschichte
Der Beginn der Höhenburg reicht in das Ende des 13. Jahrhunderts zurück. Damals soll auf dem Felsen nahe dem Dunajec eine erste Befestigungsanlage, bestehend aus Erdwällen und eventuell verstärkt mit Steinen, entstanden sein. Im Übergang vom 13. zum 14. Jahrhundert entstand hier ein runder gemauerter Turm mit einem Durchmesser von 10 m und Mauerstärken bis zu 3 m. Die Anlage trug damals den Namen Wronin, der sich von der dunklen Farbe des Waldes, mit dem damals der Fels bewachsen war, ableitete. Die Burg wurde vermutlich von den Klarissen aus Stary Sącz (deutsch Alt Sandez) errichtet, möglicherweise aber bereits von der Herzogin Kunigunde von Polen, welche die Ländereien von Nowy Sącz und Pieninen (deutsch Kronenberge) besaß. Nach dem Tod ihres Gatten, Bolesław dem Keuschen trat sie in das von ihr gestiftete Klarissenkloster in Stary Sącz ein, das sie reich mit Gütern beschenkte.
Die Gründung der Burg steht in Zusammenhang mit Kolonisierungsbemühungen an den Ufern des Dunajec und der Auseinandersetzung zwischen Ungarn und Polen um diese Grenzgebiete. Hier verlief auch ein Verkehrsweg zwischen Buda und Krakau und eine Furt durch den Dunajec. Auf der ungarischen Seite lag die Burg Dunajec. Nach der Burg Czorsztyn gabelte sich der Weg, wobei eine Abzweigung nach Nowy Targ und der andere durch Krościenko nad Dunajcem nach Alt Sandez führte; diese Straße war auch ein Königsweg. Das älteste Dokument, in dem die Burg Wronin erwähnt wurde, ist eine Besiedelungsurkunde für das Dorf Kluszkowce, die 1320 von der Priorin Stronisława des Klosters in Alt Sandez ausgestellt wurde, wobei die Besiedelung bereits 1307 stattgefunden hat. Die erste Urkunde mit dem Namen Czorsztyn bezieht sich auf die Gründung von Krościenko im Jahre 1348 durch Kasimir den Großen. Unter Kasimir den Großen wird die Burg von dem König übernommen und zur Überwachung des Königsweges ausgebaut.
Die Starostei von Czorsztyn wurde während der Regierungszeit von Władysław Jagiełło gegründet. Zu dieser gehörten Krościenko nad Dunajcem, Sromowce Wyzne, Maniowy, Grywald, Hałuszowa, Tylmanova, Kluszkowce, Ochotnica, Szczawnica Wyzna, Szczawnica Nizna, Huba, Mizerna, Tylka und Krosnica. Auf der Burg residierte der jeweilige Starost, unter diesen auch Zawisza Czarny. Unter dem Starost Jan Baranowski wurde in der ersten Hälfte des 17. Jahrhunderts die Burg umgebaut und es wurden zwei neue Basteien hinzugefügt. In den zu der Starostei gehören Dörfern wurden neue Vorwerke angelegt (polnisch folwark). Er selbst gilt in der Überlieferung als sehr grausamer Despot; aufständische Bauern soll er auf Bäume, die auf Felsen gestanden haben, gebunden und getötet haben, indem diese von oben heruntergestürzt wurden. Der letzte Starost war der 1763 ernannte Josef Makary Potocki. In seiner Zeit wurde das bereits heruntergekommene Schloss 1790 von einem Blitz in Brand gesteckt und zerstört. In der Folge diente es für die Bevölkerung als Steinbruch.
Die Starostei bestand bis 1811. Dann wurde die nun unter österreichischer Herrschaft stehenden Besitzungen aufgeteilt und versteigert. 1819 wurden die Ruine und die umliegenden Gebiete von Jan Maksymilian Drohojowski gekauft. In der zweiten Hälfte des 19. Jahrhunderts ließ Marceli Drohojowski in der Nähe der Burg einen gemauerten Hof nach Entwürfen des galizischen Architekten Feliks Ksiezarski errichten. Der Nachfolger Konstatin Drohojowski ließ erste archäologische Untersuchungen und Sanierungsarbeiten an der Ruine durchführen. Er richtete 1921 um die Burg auch ein Naturreservat ein, das den Kern des späteren Pieniński Park Narodowny bildete. Der letzte Besitzer Marian Drohojowski führte vor dem Zweiten Weltkrieg Ausgrabungen am mittleren Schloss durch, bei denen Stein- und Keramikfunde gemacht wurden.
Nach 1945 wurde die Familie Drohojowski enteignet und der Besitz verstaatlicht. In den 1960er-Jahren wurden Ausgrabungen durchgeführt und Teile der Außenmauern um das untere Schloss, das Einfahrtsgebäude sowie Teile des Wirtschaftsgebäudes freigelegt. Auf Initiative des Pieniński Park Narodowny wurden großangelegte Sicherungsarbeiten am oberen und mittleren Schloss durchgeführt und das Bauwerk so vor dem weiteren Verfall bewahrt.

## Historische Ereignisse in Czorsztyn
Auf der Burg hat sich mehrere Male Kazimierz der Große aufgehalten, ebenso zwei Mal Władysław Jagiełłlo; hier sollte die Rückgabe von 37 Tausend Schock Prager Groschen stattfinden, das diesem von Sigismund von Luxemburg gegen die Verpfändung von 13 Zipser Städten gewährt worden war. Der Betrag wurde aber nicht zurückerstattet. In des 1430er-Jahren zogen hier die Hussiten bei ihren Plünderungen von Zips vorbei.
1651 war die Burg Zeuge des Bauernaufstandes unter Führung von Aleksander Kostka Napierski. Mit Hilfe von gefälschten Königsbriefen begann er die örtliche Bevölkerung aufzuhetzen. Anfang 1651 sammelte er eine Gruppe bestehend aus zehn Bauern und Räubern und es gelang ihm, Czorsztyn einzunehmen, da der damalige Starost Platemberg gerade beim König in Beresteczko befand. Der Bischof Andrzej Gebicki schenkte den gefälschten Königsbriefen keinen Glauben und schickte Soldaten nach Czorsztyn. Diese griffen Napierski zuerst erfolglos an, die Verstärkung belagerte die Burg und am 24. Juni 1651 ergaben sich die Belagerten und lieferten die Anführer aus. Napierski wurde verurteilt und gepfählt.
Auf der Burg soll Jan Kazimierz auf der Flucht vor den Schweden dem Jerzy Lubomirski den polnischen Kronschatz und das Archiv zum Aufbewahren in seinem Landgut Lubowla übergeben haben.

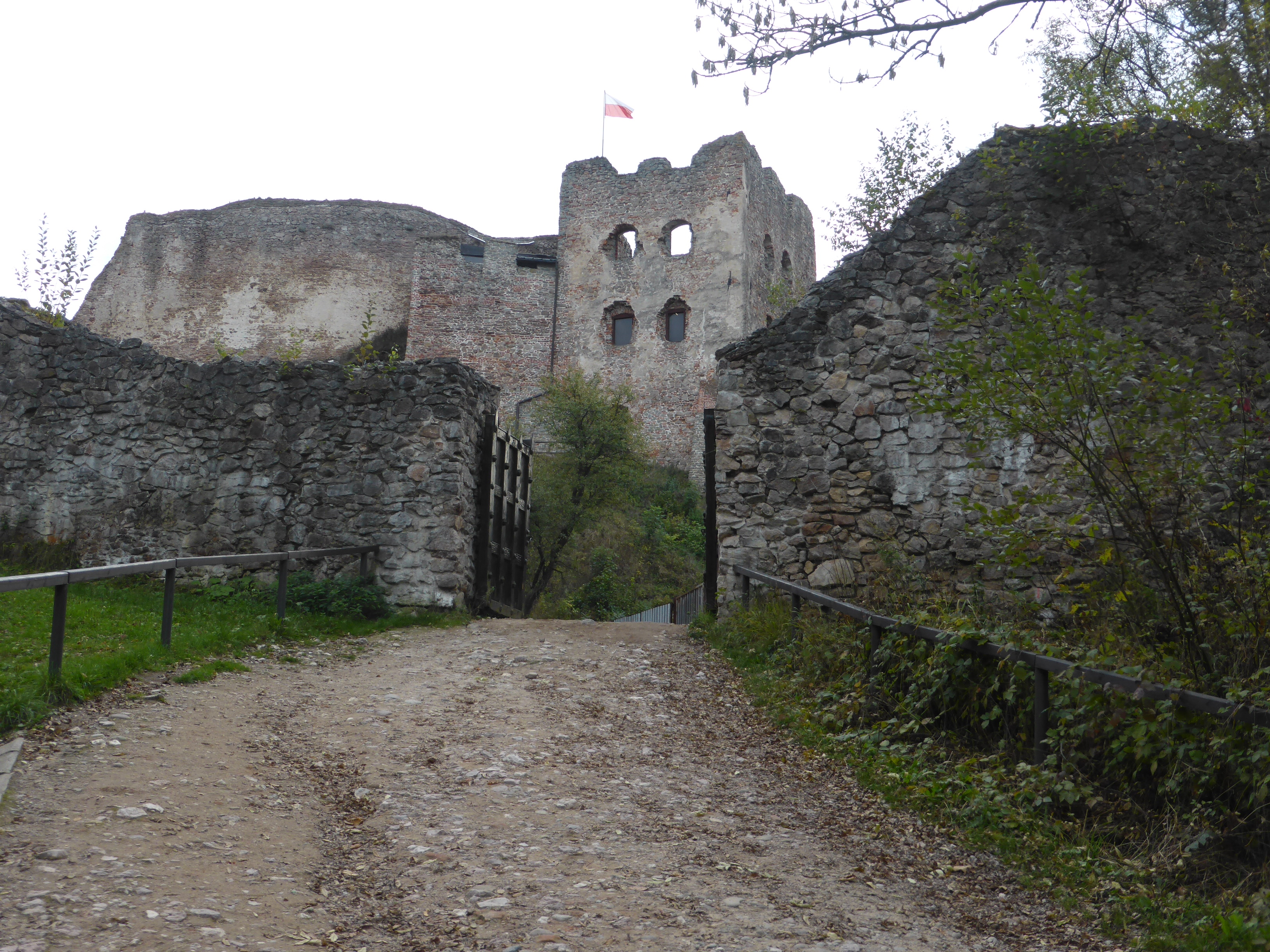
Zugang zur Burg Czorsztyn

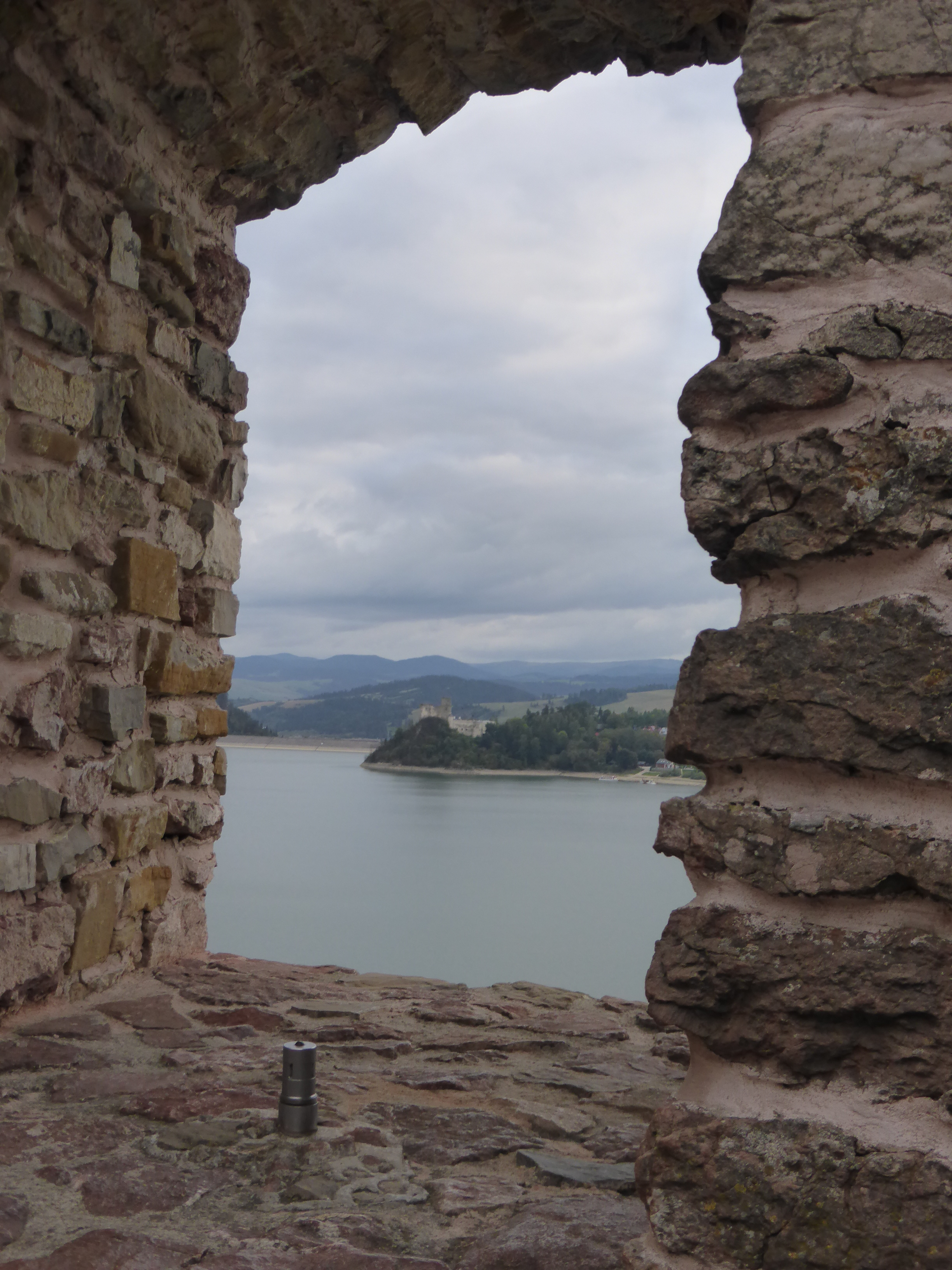
Ausblick auf den Czorsztyn-Stausee und die Burg Nidzica

## Ruine Czorsztyn heute
Der frühere Fluss Dunajec wurde zwischen 1969 und 1996 zu dem Jezioro Czorsztyńskie aufgestaut. Dadurch ist die alte Ortschaft Czorsztyn ebenso wie die Unterburg von Czorsztyn in den Wasserfluten untergegangen. Ebenso liegt der alte Königsweg zwischen Czorsztyn und Nidzica nun unter Wasser.
Nach den Restaurierungsarbeiten ist die Burg 1996 erstmals der Öffentlichkeit zugänglich gemacht worden. Heute können das obere und mittlere Schloss sowie die Baranowski-Bastei besichtigt werden. In einem Lapidarium werden Steinfragmente aus früheren Bauepochen gezeigt. Im Hof des oberen Schlosses befindet sich ein in den Felsen gemeißeltes 6 m großes Loch, das einst die Zisterne war, deren Grund bis zum unteren Schloss reichte.